# Brode, Vransko
Brode este o localitate din comuna Vransko, Slovenia, cu o populație de 195 de locuitori.